# Diocesi di Britonia

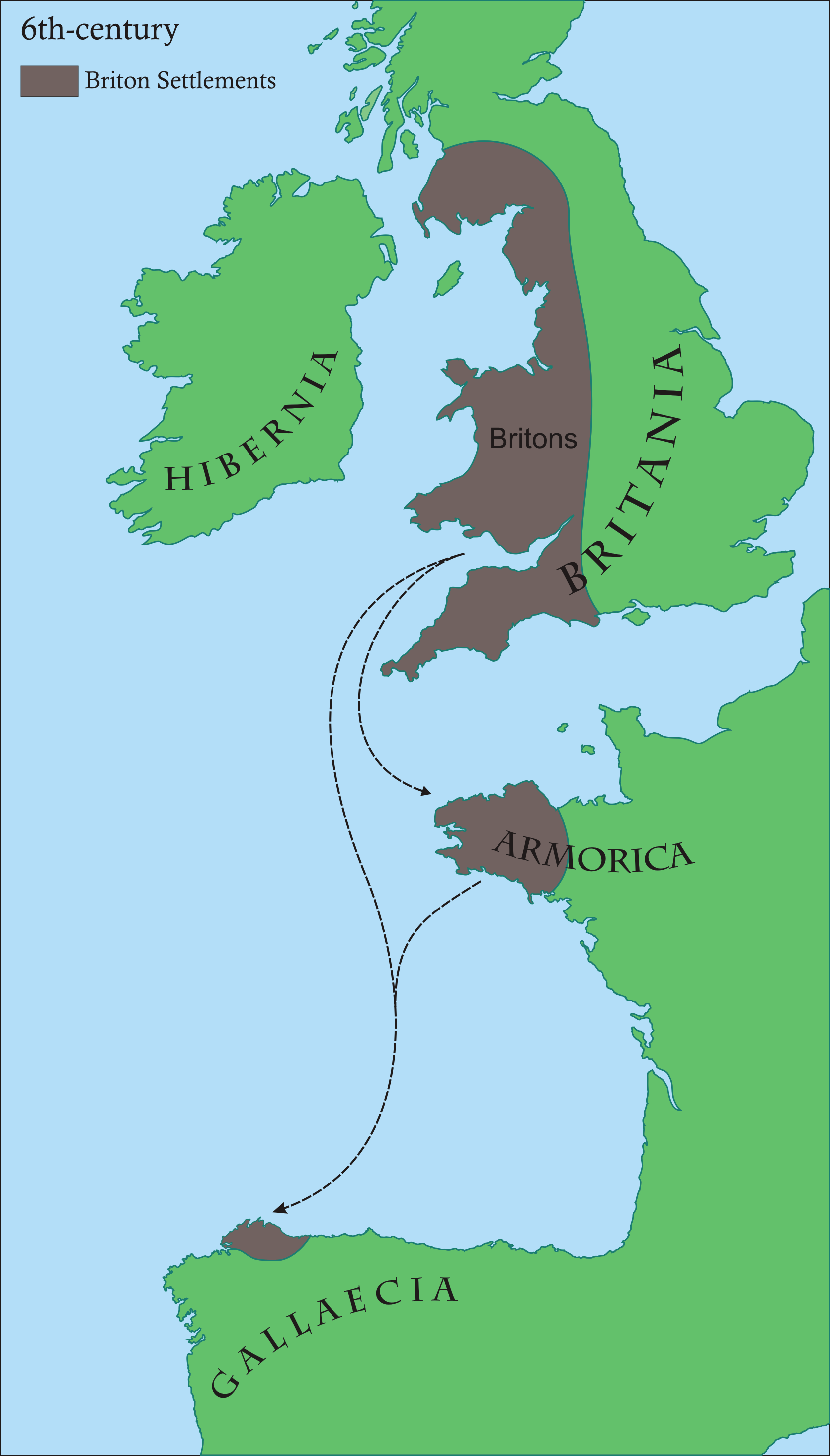
Mappa delle migrazioni dei Britanni nel VI secolo.

La diocesi di Britonia (in latino: Dioecesis Britoniensis) è una sede soppressa e una sede titolare della Chiesa cattolica.

## Storia
Britonia (o Bretoña) fu un'antica sede episcopale, corrispondente all'odierna località di Santa María de Bretoña nel comune spagnolo di A Pastoriza in Galizia.
Questa diocesi appare per la prima volta al concilio di Lugo del 569 e nel Parrochiale suevum è descritta in questi termini: Ad sedem Britonorum ecclesias que sunt intro Britones una cum monasterio Maximi et que in Asturiis sunt. Essa fu fondata, tra la fine del V secolo e l'inizio del VI, dai brito-romani in fuga dalla Britannia romana in seguito alle invasioni dei Sassoni e degli Angli. Secondo lo storico J. Trashorras, questa circoscrizione ecclesiastica era di tipo personale, poiché, almeno inizialmente, estendeva la sua giurisdizione solo sui Britanni emigrati dal nord, senza un territorio ben determinato. Col passare del tempo, il numero dei cristiani aumentò, anche grazie all'opera di evangelizzazione di san Martino di Braga, e la diocesi si trasformò in una sede con un territorio determinato, che il Parrochiale suevum identifica con la Galizia e le Asturie.
Sono quattro i vescovi che certamente possono essere attribuiti a questa diocesi. Il primo è Mahiloc, nome tipicamente britannico, che partecipò al secondo concilio di Braga del 572 e si firma come Mailoc, Britonensis ecclesiae episcopus. Gli atti del concilio riportano una postilla che lascia intendere che lo stesso Mahiloc avrebbe partecipato al concilio di Lugo del 569. Inoltre, secondo alcuni autori, il vescovo Maliosus che presenziò al concilio di Braga del 561 potrebbe identificarsi con il nostro Mahiloc.
Secondo vescovo noto è Metopio, che prese parte al quarto concilio di Toledo nel 633. Segue il vescovo Sonna, menzionato in due occasioni, al settimo concilio di Toledo del 646 (Sonna sanctae ecclesiae Britoniensis episcopus) e all'ottavo concilio nel 653, dove fu rappresentato da un presbitero, Macterico (Mactericus presbyter Sosani episcopi Britaniensis). Infine il vescovo Bela assistette nel 675 al terzo concilio di Braga.
Negli atti dei concili ispanici appaiono, in tre occasioni, i titolari di una sede Laniobrense. Si tratta di Ermerico, presente al terzo concilio di Toledo del 589; di Brandila, che intervenne al tredicesimo concilio di Toledo nel 683; e di Suniagisido, che assistette al sedicesimo concilio toletano nel 693. Enrique Flórez, nella sua España Sagrada, aveva ipotizzato che questa dioecesis Laniobrensis non fosse mai esistita e che il nome derivasse da un errore di qualche amanuense, ed aveva attribuito questi tre vescovi alla diocesi di Britonia. Altri autori oggi ipotizzano che la diocesi di Britonia abbia avuto due sedi ufficiali, Britonia e Laniobria, e che i loro vescovi si firmavano alternativamente Britonensis o Laniobrensis a seconda della sede che in quel momento occupavano.
La diocesi di Britonia scomparve agli inizi dell'VIII secolo per le incursioni arabe nel nord della Spagna. In parte dei territori della diocesi nella seconda metà del IX secolo si installò un'altra diocesi, quella di Mindunieto, dove si erano rifugiati i vescovi di Dumio, e che è all'origine dell'attuale diocesi di Mondoñedo-Ferrol. Secondo Cal Pardo non c'è continuità storica fra l'antica diocesi di Britonia e la successiva diocesi di Mondoñedo.
Dal 1969 Britonia è annoverata tra le sedi vescovili titolari della Chiesa cattolica; dal 3 dicembre 1994 il vescovo titolare è Paweł Cieślik, già vescovo ausiliare di Koszalin-Kołobrzeg.

## Cronotassi

### Vescovi
- Mahiloc † (prima del 561 ? - dopo il 572)
- Ermerico ? † (menzionato nel 589) (episcopus Laniobrensis)
- Metopio † (menzionato nel 633)
- Sonna † (prima del 646 - dopo il 653)
- Bela † (menzionato nel 675)
- Brandila ? † (menzionato nel 683) (episcopus Laniobrensis)
- Suniagisido ? † (menzionato nel 693) (episcopus Laniobrensis)

### Vescovi titolari
- Eugene O'Callaghan † (28 novembre 1969 - 26 gennaio 1971 dimesso)
- John Brewer † (31 maggio 1971 - 17 novembre 1983 nominato vescovo coadiutore di Lancaster)
- Edward Joseph O'Donnell † (6 dicembre 1983 - 8 novembre 1994 nominato vescovo di Lafayette)
- Paweł Cieślik, dal 3 dicembre 1994